# Takumi
Pour les articles homonymes, voir Takumi (homonymie).
Takumi (タクミコーポレーション en japonais) est une entreprise japonaise de développement de jeux vidéo fondée en 1973 et basée dans le quartier de Shinjuku à Tōkyō. Elle est entrée dans l'industrie vidéoludique en mai 1994, année durant laquelle d'anciens employés de Toaplan (une société spécialisée dans le shoot them up alors en faillite) rejoignent Takumi, notamment Masahiro Yuge, Lee Ota et Saori Hiratsuka. Sorti en 1995, leur premier jeu est d'ailleurs la suite d'un jeu de Toaplan, Twin Cobra 2 développé pour le compte de Taito.

## Productions

### Arcade
- Twin Cobra 2 / Kyukyoku Tiger 2 (1995, édité par Taito)
- GigaWing (1999, Capcom)
- Mars Matrix: Hyper Solid Shooting (2000, Capcom)
- GigaWing 2 (2000, Capcom)
- Night Raid (2001, Taito)
- Weather Tales (2001)
- GigaWing Generations (2004, Taito)
- Don-Chan Puzzle: Hanabi de Don (2004, Aruze)
- Kuru Kuru Fever (2007, Aruze)

### Consoles
- Twin Cobra II Plus (1997, Saturn)
- Mars Matrix (1999, Dreamcast)
- GigaWing (1999, Dreamcast)
- GigaWing 2 (2000, Dreamcast)
- Weather Tales (2001, PlayStation)
- Night Raid (2001, PlayStation)
- GigaWing Generations (2004, Taito, PlayStation 2)
- Milon no Hoshizora Shabon Puzzle Kumikyoku (2006, Hudson Soft, Nintendo DS)
- Fishing Master (2007, Hudson Soft, Wii)